# Kroatisch-slawonisch-dalmatinisches Ministerium

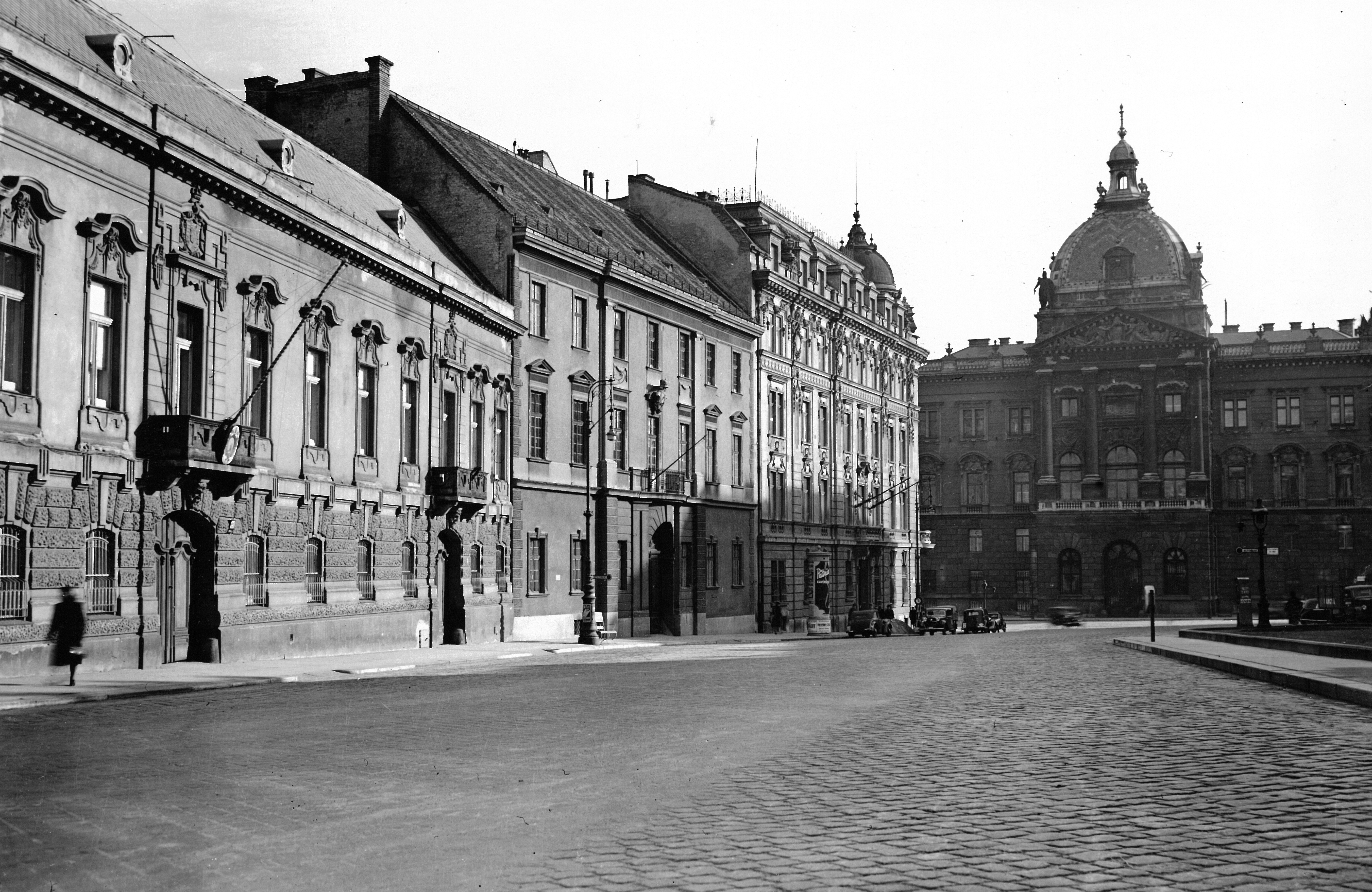
Sitz des Ministeriums am Paradeplatz 1 im I. Budapester Bezirk. Auf dem Bild das dritte Gebäude von links (im Zweiten Weltkrieg zerstört, wird es aktuell rekonstruiert)

Das königlich kroatisch-slawonisch-dalmatinische Ministerium (auch kroatisch-slawonisch-dalmatinischer Minister ohne Portefeuille, ungarisch horvát-szlavón-dalmát tárca nélküli miniszter, kroatisch hrvatsko-slavonsko-dalmatinski ministar bez lisnice) mit Sitz in Budapest war ein Ministerium ohne Geschäftsbereich und diente zur Vermittlung zwischen dem Königreich Ungarn und seinem autonomen Nebenland Kroatien-Slawonien.

## Entstehung
Das Ministerium entstand 1868 in Folge des Artikels 44 des Ungarisch-Kroatischen Ausgleichs und diente als Nachfolger der Kroatischen Hofkanzlei in Wien. Der Minister war Mitglied des ungarischen Kabinetts und diente als Bindeglied zwischen der Regierung des Königreichs Ungarn und der kroatisch-slawonischen Landesregierung. Gleichzeitig pflegte er die Beziehungen zwischen Kroatien-Slawonien und seinem König, der zugleich auch König von Ungarn war.

## Sitz
Das Ministerium wechselte im Zeitraum seines Bestehens mehrmals seinen Sitz, der jedoch immer innerhalb des Burgviertels von Buda in der Nähe zur königlichen Burg verblieb.
- 1868 bis 1877: Paradeplatz 16
- 1878 bis 1880: Herrengasse 35
- 1881 bis 1898: Herrengasse 32
- 1899 bis 1902: Úri utca (Herrengasse) 3
- 1903 bis 1918: Dísz tér (Paradeplatz) 1

## Minister
- Koloman Bedeković, 8. Dezember 1868 bis 10. Februar 1871
- Petar Pejačević, 10. Februar 1871 bis 25. Februar 1876
- Koloman Bedeković, 25. Februar 1876 bis 10. August 1889 (†)
- Imre Josipovich, 10. August 1889 bis 10. Dezember 1898
- Ervin Cseh, 10. Dezember 1898 bis 27. Juni 1903
- Nikola Tomašić, 27. Juni bis 3. November 1903
- Ervin Cseh, 3. November 1903 bis 18. Juni 1905
- Stjepan Kovačević, 18. Juni 1905 bis 8. April 1906
- Sándor Wekerle, 8. April bis 23. April 1906 (interim, zugleich ung. Ministerpräsident)
- Géza Josipovich, 23. April 1906 bis 17. Januar 1910
- Károly Khuen-Héderváry, 17. Januar 1910 bis 22. April 1912 (interim, zugleich ung. Ministerpräsident)
- Géza Josipovich, 22. April 1912 bis 10. Juni 1913
- István Tisza, 10. Juni bis 21. Juli 1913 (interim, zugleich ung. Ministerpräsident)
- Teodor Pejačević, 21. Juli 1913 bis 16. Januar 1916 (ab 22. August 1914 in Frankreich interniert)
  - István Tisza, 22. August 1914 bis 16. Januar 1916 (als Vertretung für Pejačević)
- Imre Hideghéthy, 16. Januar 1916 bis 15. Juni 1917
- Aladár Zichy, 15. Juni bis 18. August 1917
- Károly Unkelhäusser, 18. August 1917 bis 31. Oktober 1918

## Quelle
- Fritz von Keller: Österreichisches und ungarisches Staatsrecht: Eine Einführung. I. Guttentag, Berlin 1917.